# Frederick George Creed
Frederick George Creed, född 6 oktober 1871 i Mill Village i Nova Scotia, död 11 december 1957 i Croydon, var en kanadensisk ingenjör.
Creed började som telegrafist i USA, men flyttade till Skottland och grundade 1887 ett företag i Glasgow för förbättring av Wheatstoneperforatorn. I ett samarbete med den danske telegrafingenjören Harald Bille hade företaget 1912 utvecklats till Creed, Bille & Company, Ltd, som 1928 uppgick i ITT, International Telephone & Telegraph Corporation.

## Creed Teleprinter
Wheatstones perforator för framställning av hålremsor för maskinell sändning av morsealfabetet hade bara tre tangenter: en tangent för att slå det hål, som skulle ge en kort teckendel, en annan tangent för att slå ett hål för lång teckendel, och slutligen en tredje tangent för att förflytta remsan ett stycke som motsvarade mellanrummet mellan teckendelarna. Denna apparat krävde telegraferingskunnig person för framställning av hålremsan.
Creed konstruerade en perforator med ett skrivmaskinsliknande tangentbord, som automatiskt slog de rätta hålkombinationerna för morsetecken. Med denna maskin kunde alltså telegrafhålremsor framställas av personer utan kunskap i telegrafering.
| Hålremsa system Creed                                                                                         |
| --- |
| c r e e d m o r s e                                                                                           |
| ––– – ––– – – ––– – – ––– – – ––– ––– ––– ––– ––– – ––– – – – – –                                             |
| /––––––––––––––––––––––––––––––––––––––––––––––––––––––––––––––––––––––––––/                                  |
| / O O O O O O O O O O O O O O O O O O /                                                                       |
| <.........................................................................< Hål för tandhjul, som drar remsan |
| \ O O O O O O O O O O O O O O O O O \                                                                         |
| \–––––––––––––––––––––––––––––––––––––––––––––––––––––––––––––––––––––––––\                                   |
| C R E D M O R S E                                                                                             |

Remsan löper i jämn hastighet från höger till vänster. När ett hål i övre raden släpper fram ett stift slås signalen till, och när ett annat stift släpps fram i den undre hålraden stängs signalen av. När till-hålet och från-hålet står rätt över varandra sköter en mekaniska anordning om att det blir en liten fördröjning mellan till och från: en kort teckendel har alstrats. När från-hålet i undre raden är förskjutet åt höger i förhållande till till-hålet blir genom den listiga mekaniska anordningen tidsfördröjningen mellan till och från exakt tre gånger så stor: en lång teckendel har alstrats.
När det är 1 drivhålsavstånd på remsan utan något teckenhål alls, varken till- (övre hålraden) eller från-hål (undre hålraden), bildas ett teckenmellanrum på exakt tre enheter, och när det på motsvarande sätt är ett uppehåll på 2 drivhålsavstånd bildas ett ordmellanrum på exakt 5 enheter. Detta är en äldre standard. Enligt den nya standarden ska ordmellanrummet vara 7 enheter. Detta uppnås lätt genom att man på remsan markerar ordmellanrum med 3 drivhålsavstånd i stället för 2. Här ligger förklaringen till att man vid maskinsändning inte kunde acceptera 6 enheter som ordmellanrum, som gällde för den nya standarden för manuell sändning. Det skulle ha krävt ett avstånd på remsan som motsvarade 2,5 hålavstånd, och det gick inte att på något enkelt sätt få en mekanik, som tolkade halva hålavstånd. Nästa tecken kom ju då också "ur synk" med hålen.
Creed konstruerade också en reperforator som kunde läsa mottagna morsesignaler och direkt stansa motsvarande hål i en pappersremsa, som sedan kunde användas för att styra en remstransmitter för återutsändning av det mottagna telegrammet.
En vidareutveckling av dessa maskiner ledde till teleprintern som i stället för morsekodens korta och långa signaler i grupper med varierande symbollängd använde ett system med pulser av konstant längd, men ordnade i grupper av 5, baudotkoden även kallad 5-enhetsalfabetet, ITA-1, internationellt telegraferingsalfabet nr 1. Denna maskin salufördes under varumärket Typex.
Baserat på Typex-konstruktionen utvecklade Creedfabriken även en krypteringsapparat liknande den tyska Enigma-maskinen.
Ordet teleprinter har ibland felaktigt använts synonymt med Teletype. Det senare är emellertid ett varumärke som tillhör ett med Creedbolaget konkurrerande företag.